# Undinothrix spinosa
Undinothrix spinosa is een eenoogkreeftjessoort uit de familie van de Scolecitrichidae. De wetenschappelijke naam van de soort is voor het eerst geldig gepubliceerd in 1961 door Tanaka.